# Cyclophora wollastoni
Cyclophora wollastoni är en fjärilsart som beskrevs av George Thomas Bethune-Baker 1891. Cyclophora wollastoni ingår i släktet Cyclophora och familjen mätare. Inga underarter finns listade i Catalogue of Life.